# K-1
K-1 is een Japanse vechtsportorganisatie die technieken van onder andere het thaiboksen, taekwondo, karate, kungfu, kickboksen en het traditionele boksen combineert. De K-1 werd in 1993 gesticht door Kazuyoshi Ishii, een voormalig Kyokushin-karateka.

## Geschiedenis

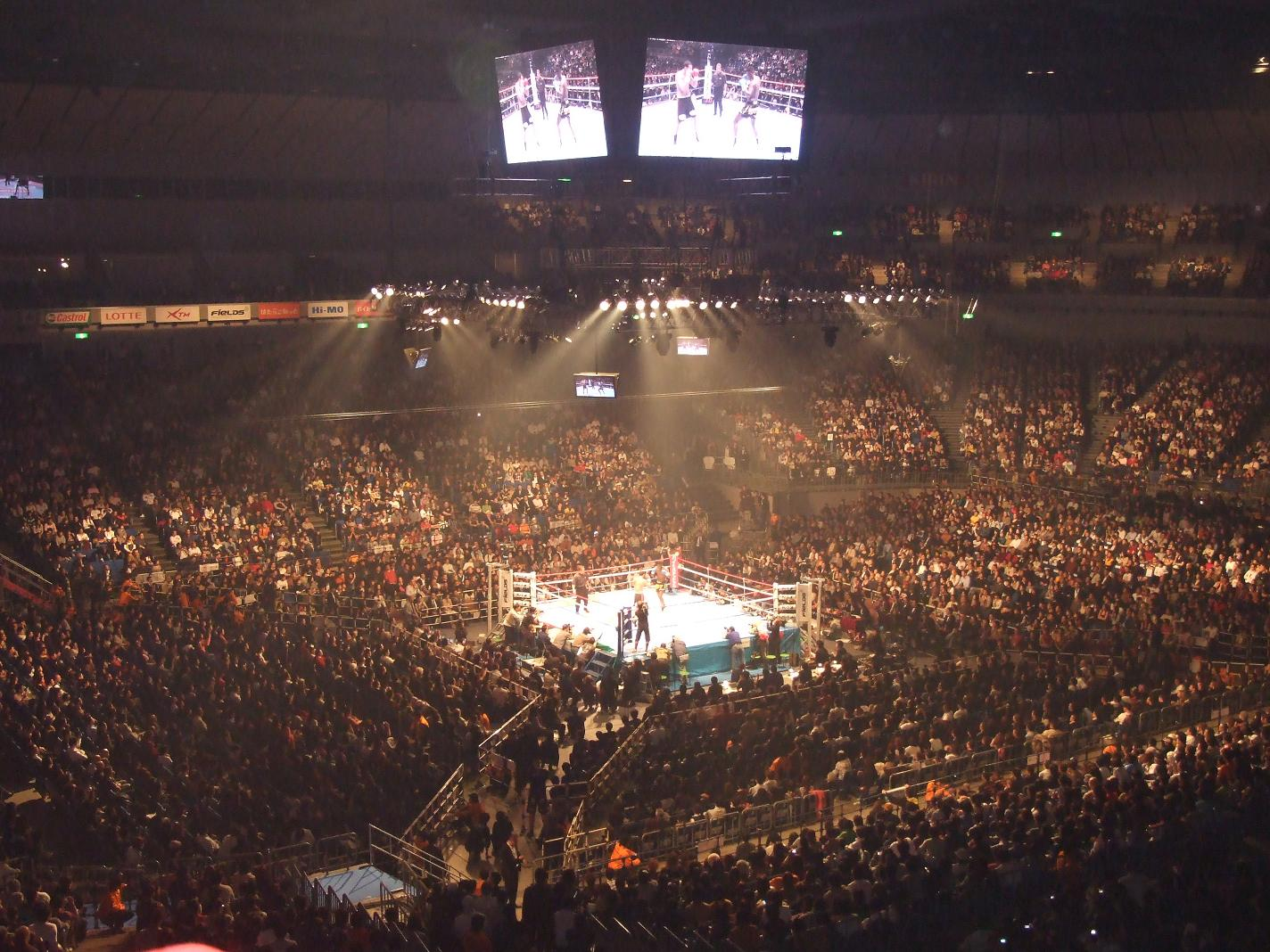
World Grand Prix Final 2008

De 'K' staat voor karate, kungfu en kickboksen. De term K-1 is afgeleid van F-1 of Formule 1.
Net als F-1 bij autosport staat K-1 voor de hoogste klasse in de vechtsport. De sportorganisatie werd geïntroduceerd door Kazuyoshi Ishii in 1993 in Japan. In 1993 werd voor het eerst een K-1-wedstrijd op televisie uitgezonden.
Elk jaar worden er in de hele wereld K-1-toernooien gehouden om te bepalen welke acht vechters aan de K-1 World Grand Prix in Japan mogen meedoen. De finale werd t/m 2006 elk jaar in het Tokyo Dome in de Japanse hoofdstad Tokio gehouden en in 2007 en 2008 in de Yokohama Arena. De winnaar van de finale wint $400.000,-.
Sinds de start van de K-1-wedstrijden hebben de Nederlanders het K-1 World Grand Prix-toernooi gedomineerd. De Nederlanders hebben 15 van de 19 edities gewonnen.

## Regels
- Een wedstrijd duurt normaal 3 rondes van 3 minuten. Bij gelijkspel wordt hier een ronde aan toegevoegd. Als de wedstrijd na deze ronde nog niet is beslist, wordt er nog een ronde aan toegevoegd. Een wedstrijd bestaat uit maximaal 5 rondes.
- Er kan worden gewonnen op punten, door knock-out of technisch knock-out en door opgave.
- Het is de vechters toegestaan naar het lichaam, de benen of het hoofd te schoppen of slaan.
- Het is de vechters toegestaan knieën te maken naar het lichaam, de benen of het hoofd.
- Het gebruik van elleboogtechnieken is verboden.
- Clinchen is niet toegestaan. Het kortstondig vastpakken van de tegenstander met het doel een knie of stoot te maken, is echter wel toegestaan.
- Er wordt niet op de grond doorgevochten.

## Toernooien
Er zijn vier toernooien:
- K-1 World MAX (<70 kg)
- K-1 Heavyweight (<100 kg)
- K-1 Super Heavyweight (geen limit)
- K-1 World Grand Prix (>100 kg)

### Winnaars K-1 World MAX
| Jaar | Kampioen                    | Tweede                      |
| ---- | --------------------------- | --------------------------- |
| 2002 | Nederland Albert Kraus      | Thailand Kaolan Kaovichit   |
| 2003 | Japan Masato                | Nederland Albert Kraus      |
| 2004 | Thailand Buakaw Por. Pramuk | Japan Masato                |
| 2005 | Nederland Andy Souwer       | Thailand Buakaw Por. Pramuk |
| 2006 | Thailand Buakaw Por. Pramuk | Nederland Andy Souwer       |
| 2007 | Nederland Andy Souwer       | Japan Masato                |
| 2008 | Japan Masato                | Oekraïne Artur Kyshenko     |
| 2009 | Italië Giorgio Petrosyan    | Nederland Andy Souwer       |
| 2010 | Italië Giorgio Petrosyan    | Japan Yoshihiro Sato        |
| 2012 | Nederland Murthel Groenhart | Oekraïne Artur Kyshenko     |

### Winnaars K-1 Super Heavyweight
| Datum        | Kampioen               | Evenement                     |
| ------------ | ---------------------- | ----------------------------- |
| 4 maart 2007 | Nederland Semmy Schilt | K-1 World GP 2007 in Yokohama |

### Winnaars K-1 Heavyweight
| Datum         | Kampioen            | Evenement                     |
| ------------- | ------------------- | ----------------------------- |
| 28 april 2007 | Marokko Badr Hari   | K-1 World GP 2007 in Hawaii   |
| 28 maart 2009 | Japan Keijiro Maeda | K-1 World GP 2009 in Yokohama |

### Winnaars K-1 World Grand Prix
| Jaar | Kampioen                   | Tweede                                |
| ---- | -------------------------- | ------------------------------------- |
| 1993 | Kroatië Branko Cikatić     | Nederland Ernesto Hoost               |
| 1994 | Nederland Peter Aerts      | Japan Masaaki Satake                  |
| 1995 | Nederland Peter Aerts      | Frankrijk Jérôme Le Banner            |
| 1996 | Zwitserland Andy Hug       | Zuid-Afrika Mike Bernardo             |
| 1997 | Nederland Ernesto Hoost    | Zwitserland Andy Hug                  |
| 1998 | Nederland Peter Aerts      | Zwitserland Andy Hug                  |
| 1999 | Nederland Ernesto Hoost    | Kroatië Mirko "Cro Cop" Filipović     |
| 2000 | Nederland Ernesto Hoost    | Nieuw-Zeeland Ray Sefo                |
| 2001 | Nieuw-Zeeland Mark Hunt    | Brazilië Francisco Filho              |
| 2002 | Nederland Ernesto Hoost    | Frankrijk Jérôme Le Banner            |
| 2003 | Nederland Remy Bonjasky    | Japan Musashi                         |
| 2004 | Nederland Remy Bonjasky    | Japan Musashi                         |
| 2005 | Nederland Semmy Schilt     | Brazilië Glaube Feitosa               |
| 2006 | Nederland Semmy Schilt     | Nederland Peter Aerts                 |
| 2007 | Nederland Semmy Schilt     | Nederland Peter Aerts                 |
| 2008 | Nederland Remy Bonjasky    | Marokko Badr Hari (gediskwalificeerd) |
| 2009 | Nederland Semmy Schilt     | Marokko Badr Hari                     |
| 2010 | Nederland Alistair Overeem | Nederland Peter Aerts                 |
| 2013 | Kroatië Mirko Filipović    | Suriname Ismael Londt                 |